# عباس أباد دو (نغار بردسير)
عباس أباد دو (بالفارسية: عباس‌آباد دو) هي مستوطنة تقع في إيران في البلدة المركزية.